# شفيع هزارة
القائد شفيع هزارة (بالفارسية: قومندان شفيع هزاره) كان قائد عسكري هزاري في أفغانستان. كان قائداً رفيعاً خلال مقاومة كابل الغربية وهزارستان بين عامي 1991 و1996. في التسعينيات، قاد جناح "اللواء 2" العسكري لحزب الوحدة الإسلامي ضد الميليشيات المنافسة، وضد استيلاء طالبان.